# Euhesma perkinsi
Euhesma perkinsi är en biart som först beskrevs av Michener 1965.  Euhesma perkinsi ingår i släktet Euhesma och familjen korttungebin. Inga underarter finns listade i Catalogue of Life.

## Bildgalleri

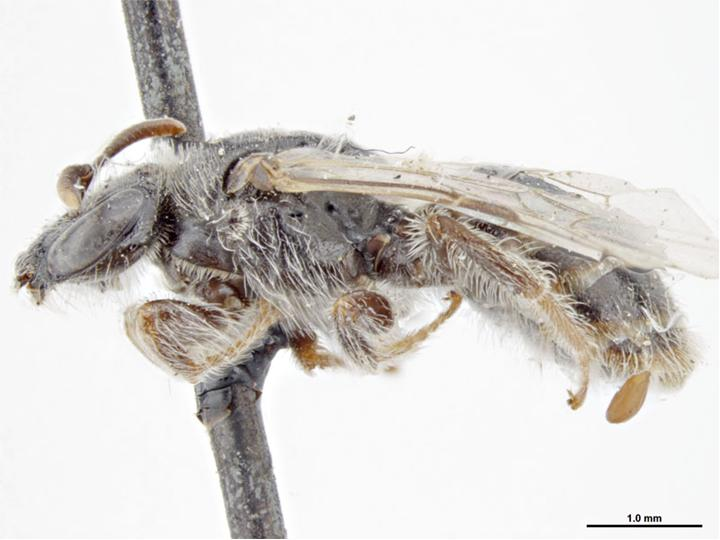